# Efecan Karaca
Efecan Karaca (* 16. November 1989 in Istanbul) ist ein türkischer Fußballspieler, der für Alanyaspor spielt.

## Karriere

### Verein
Karaca begann mit dem Vereinsfußball in der seiner Geburtsstadt Istanbul in der Jugend des türkischen Traditionsvereins Galatasaray Istanbul. Hier erhielt er 2007 einen Profivertrag, spielte aber weiterhin ausschließlich in der Reservemannschaft. Um ihm Spielpraxis in einer Profiliga zu ermöglichen, wurde er an den Zweitligisten Gaziantep Büyükşehir Belediyespor. Hier kam er auf Anhieb in die Startelf und absolvierte bis zum Saisonende 31 Spiele.
Zum Sommer 2009 wechselte er samt Ablösesumme zum Zweitligisten Kartalspor. Obwohl er hier eine Spielzeit regelmäßig zum Einsatz kam, verließ er den Verein und zog nach einem Jahr zum Ligakonkurrenten Adanaspor weiter. Hier spielte er nur die Hinrunde und verbrachte die Rückrunde beim Stadtkonkurrenten Adana Demirspor.
Im Sommer 2011 kehrte er in seine Heimatstadt Istanbul zurück und einigte sich mit dem Drittligisten Sarıyer SK. Hier erlebte er eine erfolgreiche Saison und empfahl sich für die Mannschaften der oberen Ligen.
So wechselte er zum Sommer 2012 zu seinem ehemaligen Verein und Zweitligisten Kartalspor. Nach bereits einer Saison verließ Karaca Kartalspor und wechselte zu Alanyaspor.

### Nationalmannschaft
Karaca spielte zweimal für die türkische U-18- und dreimal für die U-19-Jugendnationalmannschaft.
Nachdem Karaca bei Alanyaspor zum Stammspieler aufgestiegen war und über einen längeren Zeitraum überzeugt hatte, wurde er im Rahmen zweier A-Länderspiele zum ersten Mal in seiner Karriere im März 2019 vom Nationaltrainer Şenol Güneş in das Aufgebot der türkischen Nationalmannschaft nominiert. In der Testpartie vom 25. März 2019 gegen Moldawien gab er sein Länderspieldebüt.